# Adam Jende

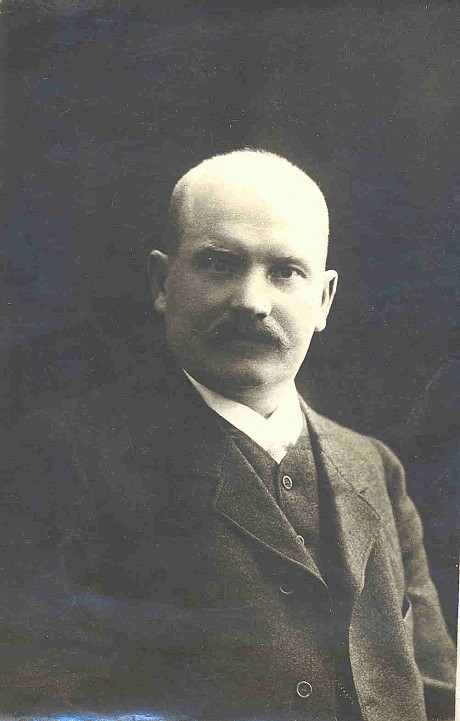
Adam Jende

Adam Jende (* 16. Oktoberjul. / 28. Oktober 1861greg. in Rujen, Gouvernement Livland, Russisches Kaiserreich; † 24. Februar 1918 in Kawershof), lettisch Ādams Jende, war ein lettischer Geistlicher und Pädagoge. Er gilt als evangelischer Märtyrer und ist auf dem Rigaer Märtyrerstein verzeichnet.
Die Datumsangaben in diesem Artikel richten sich, wenn nicht anders angegeben, für den Zeitraum bis 1918 nach dem julianischen Kalender.

## Leben

### Ausbildung, Heirat und Revolution von 1905

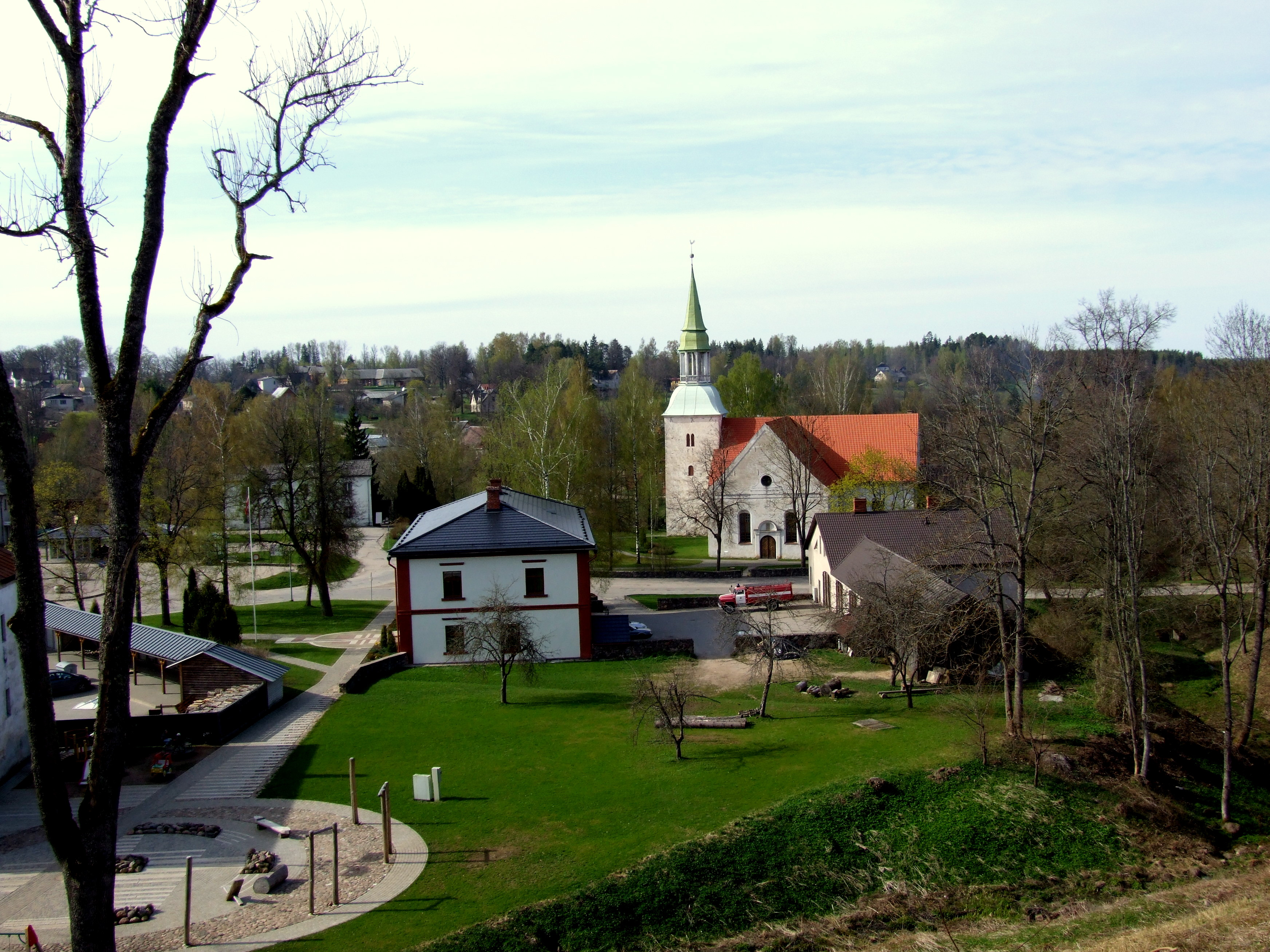
Rauna / Ronnenburg

Adam Jende besuchte das Lehrerseminar von Jānis Cimze in Walk und studierte Theologie an der Kaiserlichen Universität Dorpat. Er wurde am 1. August 1893 ordiniert. Ab 1897 diente er als Pastor in Ronnenburg (lettisch Rauna). Ronnenburg war damals zahlenmäßig eine der größten Kirchengemeinden in Livland und die Wahl des ethnisch lettischen Jende gegen mehrere deutschbaltische Kandidaten aufsehenerregend. Für gewöhnlich wurden lettische Pastoren zu dieser Zeit ins Innere Russlands gesandt. Jende legte großen Wert auf seine lettische Volkszugehörigkeit. Seine Bildung hatte er in deutscher Sprache erworben, nutzte diese aber, um lettische Interessen zu vertreten. Dies brachte ihm oft heftige Konflikte mit Deutsch-Balten ein.
Im Mai 1897 heiratete er Elsa Margaretha Einberg (1877–1967), die später als Volkskundlerin und Sprachwissenschaftlerin tätig war.
Die Russische Revolution von 1905 brachte Jende auf verschiedene Weisen in Schwierigkeiten. Auf der Livländischen Synode, die sich mit der revolutionären Bewegung befasste, sprach Jende gemeinsam mit Propst Irbe und anderen lettischen Geistlichen über die Situation aus ihrer spezifischen Sicht.
Die revolutionäre Situation wurde für Jende persönlich problematisch, als er eine Person beerdigte, die bei einer Auseinandersetzung mit der Polizei getötet wurde. Die Berichterstattung der Zeitungen führte dazu, dass Jende einen detaillierten Bericht über die Beerdigung an das Livländische Lutherische Konsistorium liefern musste. So war behauptet worden, Jende habe den Tod des Verstorbenen als vorbildlich dargestellt und ihn zum Freiheitshelden stilisiert. Strafbare Handlungen konnten ihm nach der Prüfung seiner Rede und der Begleitumstände durch das Konsistorium aber nicht nachgewiesen werden.
Oskar Schabert urteilte später in seinem Baltischen Märtyrerbuch (siehe Kapitel „Literatur“), Jende habe der Revolution als Freiheitskampf seines Volkes positiv gegenübergestanden und betrachtete ihn als lettischen Nationalisten, aber auch überzeugten evangelischen Christen. Jende bemühte sich, religiöse Literatur in lettischer Sprache zu schaffen. Mit seinen Predigten versuchte er, die Menschen zu einem christlichen Leben zu erziehen.

### Zwischen den Revolutionen
Gesellschaftlich hatte Jende verschiedene Ämter und Posten inne. Als Vorsitzender der landwirtschaftlichen Genossenschaft und der Sparkasse sorgte er 1909 für die Bebauung des Zentrums von Rauna. Seine Predigten hielt er ausschließlich auf Lettisch und lag so im Streit mit den dortigen deutschbaltischen Gutsbesitzern.
Im September 1909 hielt er auf der 75. Livländischen Prediger-Synode einen Vortrag über die Vermittlung der wichtigsten Kirchenlieder an Schüler. Seine Vorschläge wurden an die Sprengel weitergegeben.
Jende publizierte eine Vielzahl geistlicher und pädagogischer Bücher, beispielsweise ein Rechenbuch.

### Gefangennahme

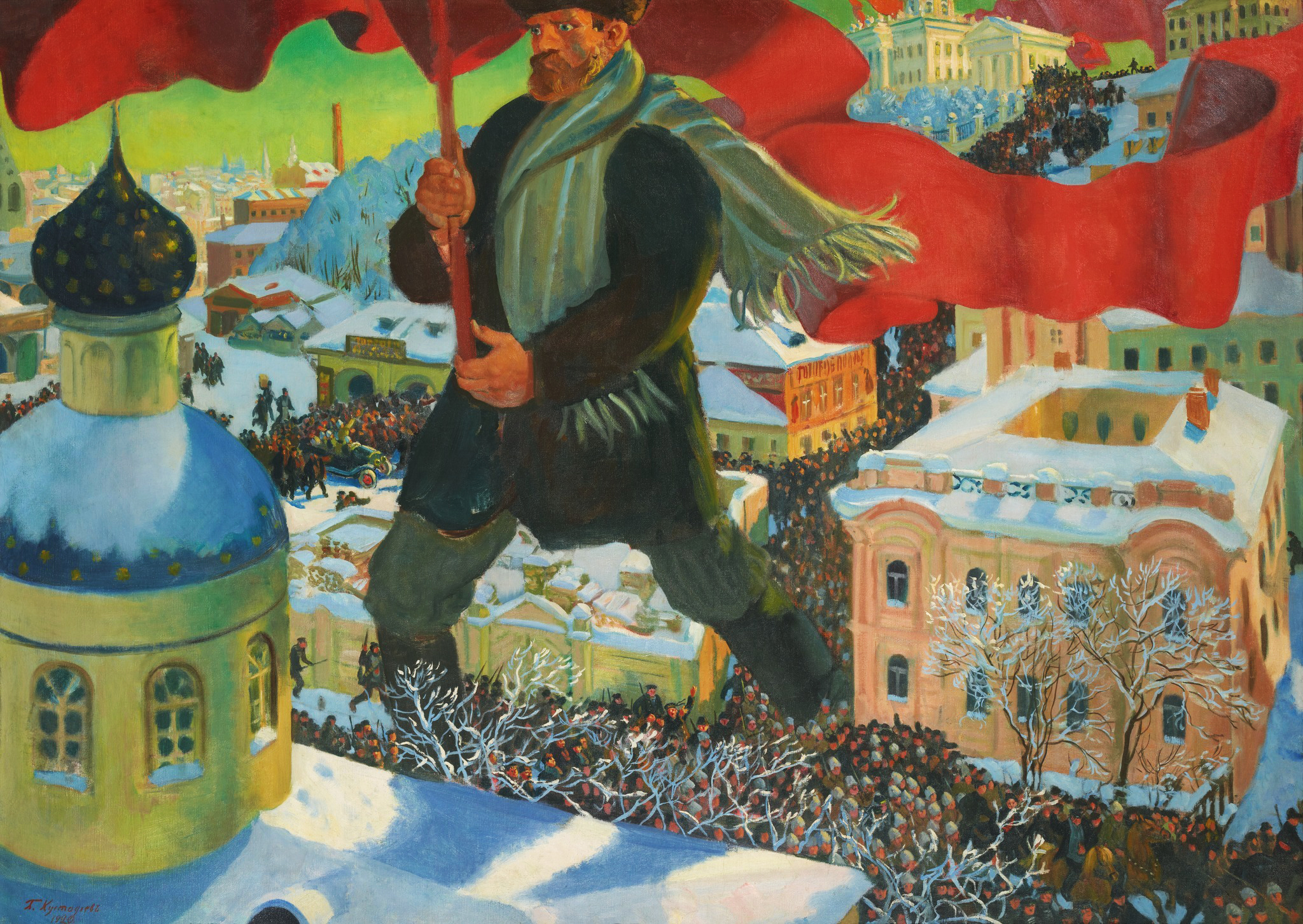
Der Bolschewik (Ölgemälde von Boris Kustodijew; 1920)

Nach der Oktoberrevolution und vor dem Einmarsch deutscher Truppen im Zuge des Ersten Weltkrieges, Ende Januar 1918, übernahmen lettische Kommunisten die Kontrolle über Livland. Adam Jende wandte sich in Predigten und persönlichen Gesprächen gegen deren Ideologie. Alle umliegenden Kirchengebäude wurden von den Kommunisten als Versammlungshallen genutzt. Auch an Jende traten Redner heran, um die Ronnenburger Kirche für ein Treffen zu nutzen. Der Pastor lehnte dies ab und hatte dabei die Mehrheit seiner Gemeinde hinter sich. Damit zog er die Feindschaft der Bolschewiki auf sich. Die Presse der lettischen Schützen hetzte gegen ihn und sprach Drohungen aus. Diese sollten nur wenig später in die Tat umgesetzt werden.
Am 18. Februar 1918 endete der Waffenstillstand zwischen dem Deutschen Reich und Russland. Sofort begann von Riga aus eine deutsche Offensive in Livland. Die lettischen Bolschewiki reagierten auf ihren schnellen Machtverlust mit Vergeltungsaktionen an möglichst allen Gegnern, bevor sie sich rasch zurückzogen.
Am 19. Februar wurde vom örtlichen Komitee der Bolschewiki eine Hausdurchsuchung in Jendes Pastorat durchgeführt, angeblich nach verstecktem Getreide. Die Durchsuchung lieferte keine Ergebnisse, dennoch wurde Jende zum Verhör nach Smilten gebracht. Ihm wurde vorgeworfen, er habe das Gesuch unterzeichnet, in dem der deutsche Einmarsch erbeten wurde, um die Kommunisten zu vertreiben. In der Region Wolmar wurden über 60 Personen festgenommen. Die Inhaftierten sollten als Geiseln nach Pleskau gebracht werden.
Durch das Vorrücken der Front wurde die Abreise immer wieder verzögert, bis der Zug mit den Gefangenen Ende des Monats in Richtung Pleskau abfahren konnte.

### Gewaltsamer Tod
Kurz vor Erreichen des vorgesehenen Zieles sagte man den Gefangenen: „Der Deutsche hat Pleskau und Petersburg genommen, wenn ihr glaubt, ihn lebendig begrüßen zu können, so irrt ihr euch.“ Am frühen Morgen des 24. Februar folgten diesen Worten die entsprechenden Taten. Die Gefangenen wurden einzeln aus dem Viehwaggon, in dem sie transportiert wurden, herausgezogen und mit mehreren Schüssen getötet. Jeder im Wagen fragte sich voller Angst, wer als Nächstes an der Reihe sei und reagierte auf seine Weise. So wurde laut gebetet; ein anderer Gefangener trat vor mit den Worten: „Vielleicht nützt mein Tod der Heimat.“ Kārlis Beldavs (siehe Kapitel „Literatur“) zufolge versuchte Adam Jende, die Soldaten von der Erschießung seiner Mitgefangenen mit den Worten

„Brāļi, brāļi, ko jūs darāt!“

zu deutsch:

„Brüder, Brüder, was macht ihr da!“

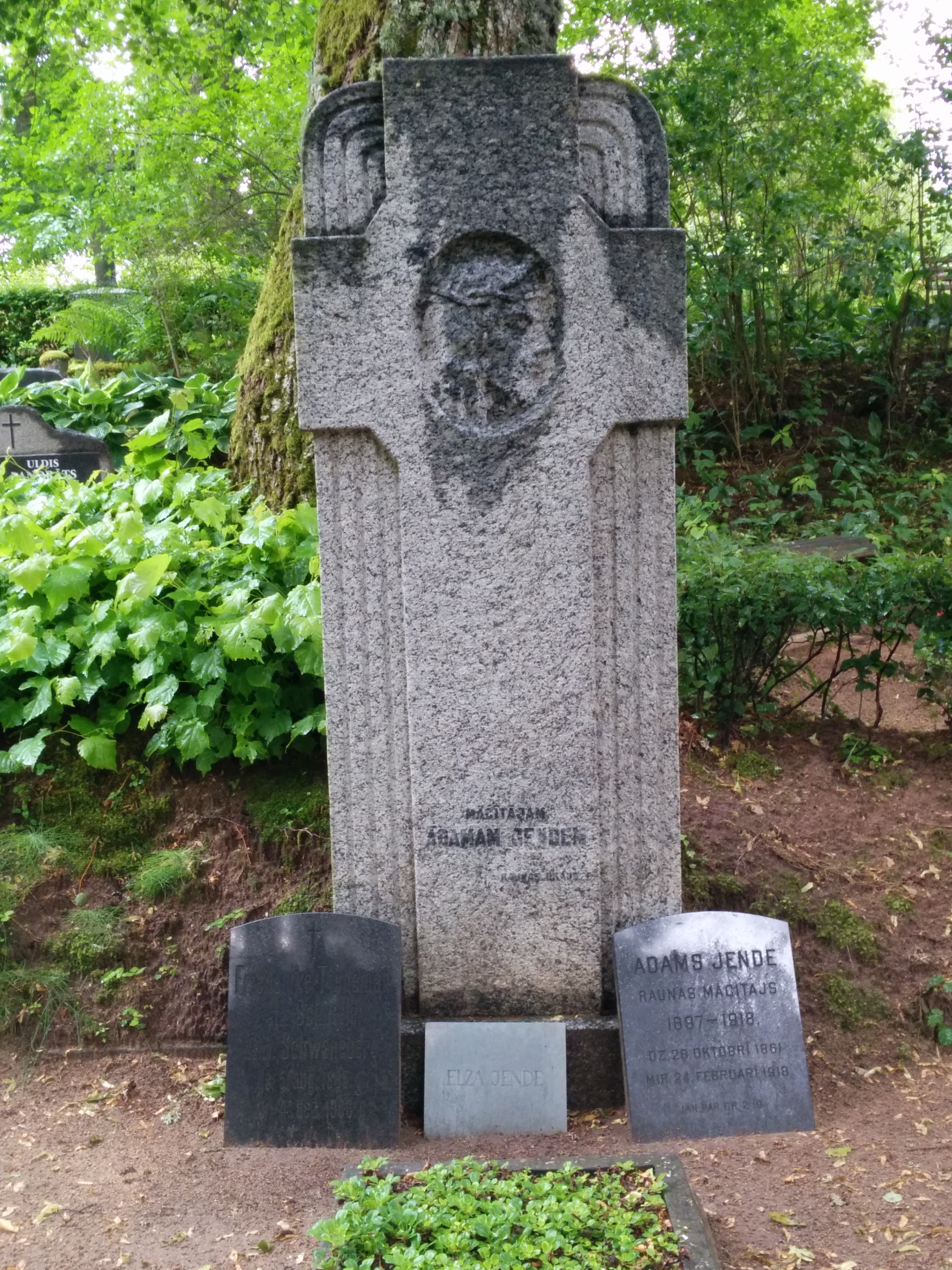
Grabstelle Adam Jendes

abzuhalten. Dies waren Jendes letzte Worte, er empfing schließlich selbst wortlos den tödlichen Schuss. Andere Opfer waren Herr Haecker aus Mehrhof, der Advokat Teikmann aus Wenden, der Apotheker Tusch, der Verwalter Ballod aus Marzenhof und der Schweizer Kübli.
Die Erschießungsaktion wurde abgebrochen, als den Zug die Meldung erreichte, dass der Weg nach Pleskau noch nicht versperrt sei. Es wurde stattdessen beschlossen, die Fahrt fortzusetzen. Die toten Gefangenen blieben an der Bahnstrecke zurück, während die Bolschewiki wieder einstiegen und bei der Weiterfahrt wie nach einer normalen Alltagstätigkeit ihr Frühstück einnahmen. Dabei unterhielten sie sich in einer Weise, die für sie humorvoll, für die übriggebliebenen Gefangenen aber zutiefst erschütternd war. Aus dem Inhalt des Gesprächs ließ sich schließen, dass einer der Todesschützen einstmals von dem soeben getöteten Pastor konfirmiert worden war. Bemerkenswert ist, dass Jende, dessen Arbeit für die Interessen seines lettischen Volkes so engagiert war, dass Gegner ihn als Nationalisten betrachteten, von Hand anderer Letten starb.
Der Raunaer Pastorenkandidat J. Ķullītis war bei Jendes Verhaftung anwesend, überführte die Leiche in die Heimatgemeinde und recherchierte die genaueren Todesumstände. Adam Jende wurde auf dem Ronnenburger Friedhof beigesetzt. Bei der Beerdigung sprachen die Pfarrer K. Avots, K. Beldavs und A. Niedra. Insgesamt töteten die Bolschewiki in Lettland 7342 Zivilisten, teilweise nach massiven Folterungen.

## Theologie: Streit über den Katechismus

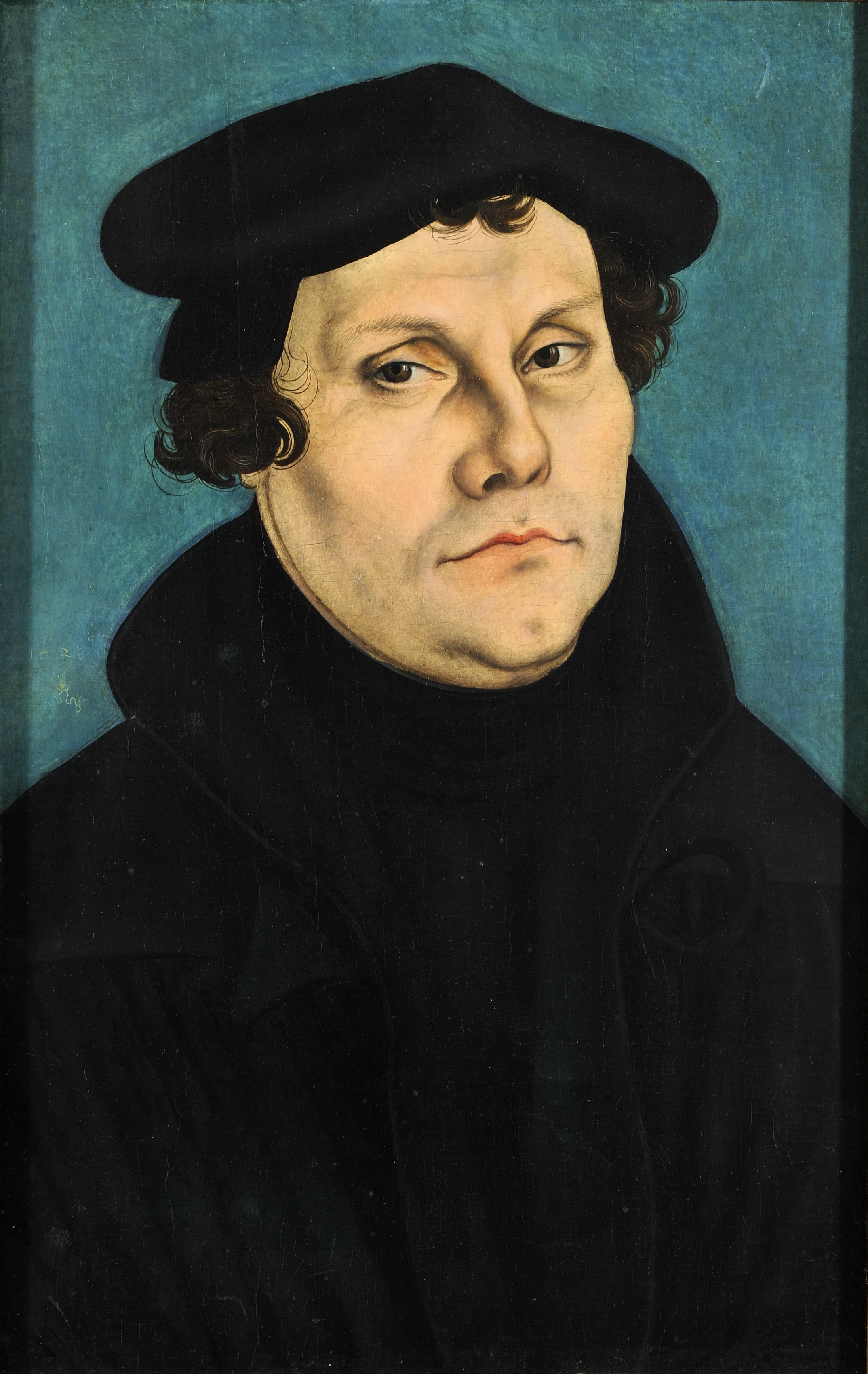
Martin Luther

Traugott Hahn

Unter dem Eindruck der Revolution von 1905 setzte Adam Jende sich für eine Verbesserung des Katechismusunterrichts und des entsprechenden Lehrmaterials ein. Die Erläuterungen sollten sich auf die Hauptstücke des Katechismus und nicht auf Martin Luthers Erklärungen beziehen, da diese unvollständig seien. Er habe beispielsweise beobachtet, dass Schüler aufgrund des Lehrmaterials bei der Diskussion des siebten Gebots zu der irrigen Schlussfolgerung kamen, dass Eigentum grundsätzlich etwas Schlechtes sei. Auch sollten Jendes Meinung nach weitere Bekenntnisschriften der lutherischen Kirche, insbesondere die Confessio Augustana, einbezogen werden. Ein Auswendiglernen von Luthers Erklärungen sei nicht notwendig. Das Wort Gottes sei ewig, die Verkündigung aber den Zeitumständen anzupassen. Verkürzte Wiedergaben von Jendes Position zu Luthers Erklärungen führten wiederum zu Konflikten.
Insbesondere ein Vortrag, den er auf einer Sitzung der wissenschaftlichen Kommission des Lettischen Vereins über pädagogische Bücher hielt, zog scharfe Kritik nach sich. Jende benutzte einen humorvollen, freien Vortragsstil, bei dem er seinen Ausführungen mit Gesten Nachdruck verlieh. Einige Zuhörer schlossen daraus, er wolle sich über den Katechismus, ja sogar den Glauben selbst lustig machen. Jendes Position wurde auch dadurch geschwächt, dass sein Vortrag besonderen Beifall bei Personen fand, die den Religionsunterricht abschaffen wollten. Es wurde vorgeschlagen, über die Qualität von Luthers Erklärungen hinsichtlich ihrer behaupteten Unzulänglichkeiten und schlechten Eignung zum Auswendiglernen abzustimmen, was aber mit Hinweis auf die Natur der Sitzung abgelehnt wurde. Der Vortrag, gemeinsam mit dem Skandal um die oben genannte Beerdigung, führte dazu, dass in der Presse der Ruf nach einer Entlassung Jendes laut wurde.
Einen weiteren Vortrag zur Katechismusfrage hielt Jende auf der Livländischen Provinzialsynode in Wenden am Freitag, dem 22. Augustjul. / 4. September 1908greg.. Magister Hahn (1919 von Bolschewiki erschossen) aus Dorpat antwortete, Luthers Katechismus-Erklärung sei ein klassisches Werk und unersetzbar. Die Lücken, auf die Jende hingewiesen habe, seien ein Hinweis auf die Beschränkung auf das Wesentliche und religiös Relevante und kein Mangel. Sämtliche folgenden Redner äußerten sich negativ zu Jendes Ausführungen, das Thema sollte aber nach einem Vorschlag von Propst Falck auf den Sprengelssynoden weiter diskutiert werden, da der Religionsunterricht ohnehin reformiert werden sollte und Jendes Vortrag nicht ohne weitere Diskussion stehen bleiben könne. Der Verweis an die Sprengelsynoden wiederum erweckte in der Öffentlichkeit den Eindruck, die Provinzialsynode teile Jendes Ansicht. Dies veranlasste den livländischen Generalsuperintendenten Theophil Gaehtgens dazu, sich öffentlich von Jendes Position zu distanzieren.

## Anekdote
- Der deutschbaltische Präsident des Kirchen-Konsistoriums eröffnete Jende vor dessen Amtsantritt in Rauna, er habe in einem Traumgesicht Hinweise gesehen, dass es besser sei, wenn Jende nach Russland ginge. Jende erbat sich einen Tag Bedenkzeit. Am nächsten Tag erschien er beim Konsistorium und sagte, er hätte nachts auch einen Traum gehabt: Er solle unbedingt in Rauna bleiben.[2]

## Werke (Auswahl)
- Lehrbücher:
  - Dziesmas un katķisms Vidzemes skolām
  - Dziesmas un katķisms Kurzemes skolām, G. Landsberga komisijā. Jelgava 1908. 68 Seiten.
  - Baznīcas vēsture pamat- un papildu skolām, O. Jēpe. Cēsis 1922. 54 Seiten, 8., veränderte Auflage.
  - Ticības mācība: pamat-, pirm- un papildu skolām, O. Jēpe. Cēsis und Riga 1926. 213 Seiten, 10., überarbeitete Auflage.
  - Mājas mācība līdz skolas laikam
  - Rēķinu uzdevumi tautskolām

- Kinderbücher:
  - Mahjas behrneem : pasaziņas, stahstiņi un pamahzibas, herausgegeben vom Autor. Cēsis 1899–1901. 2 Bände.
  - Skaistākās pasakas bērniem